# Lepilemur sahamalazensis
Lepilemur sahamalazensis (лат.) — вид лемуров из семейства Лепилемуровые. Эндемик Мадагаскара.

## Классификация
По результатам молекулярных исследований, проведённых в 2006 году Lepilemur sahamalazensis был выделен из вида Lepilemur dorsalis. Эти два вида сейчас считаются парафилетическими.

## Описание
Ночное животное, обладает острым зрением. Вес от 700 до 900 грамм, при этом самки в среднем на 200 грамм тяжелее самцов. Длина тела от головы до хвоста около 26 см, длина хвоста примерно равна длине тела. Шерсть серая, местами красновато-коричневая, с возрастом цвет немного меняется. Шерсть на брюхе более светлая, цвет от серого до кремового.

## Распространение
Эндемик полуострова Сахамалаза на северо-западе Мадагаскара. Этот полуостров является частью переходной зоны между районом Самбирану и районом листопадного леса. Леса на полуострове серьёзно пострадали от вырубки, первичных лесов практически не осталось, при этом лесная полоса сильно фрагментирована. Данный вид предпочитает зоны с густой растительностью с большим количеством естественных укрытий.

## Образ жизни
Большую часть жизни проводит на деревьях, передвигаясь в кронах при помощи прыжков. Активен ночью, день проводит в дуплах деревьев и других естественных укрытиях. Ноьчю 47 % времени тратит на отдых, и только 18 % — на кормление. Одиночное животное, защищает свою территорию от особей своего пола, при этом территории самки и самца могут пересекаться.
В рационе преимущественно листья, некоторую часть рациона также составляют фрукты, цветы, кора, древесные соки и мелкие беспозвоночные. Метаболизм медленный, при этом лепилемурам присуща копрофагия.

## Статус популяции
Международный союз охраны природы присвоил этому виду охранный статус «В критической опасности» (англ. Critically endangered), основную опасность виду представляет уничтожение среды обитания. При этом считается, что охранные меры, предпринятые для сохранения вида, могут считаться успешными, и численность популяции в последнее время растёт.